# Lysimachia circaeoides
Lysimachia circaeoides är en viveväxtart som beskrevs av William Botting Hemsley. Lysimachia circaeoides ingår i släktet lysingar, och familjen viveväxter. Inga underarter finns listade i Catalogue of Life.